# Condren
Condren est une commune française située dans le département de l'Aisne en région Hauts-de-France.

## Géographie

### Hydrographie

#### Réseau hydrographique
La commune est située dans le bassin Seine-Normandie. Elle est drainée par le canal de Saint-Quentin, l'Oise, le ruisseau de Servais, le canal 01 de la commune de Viry-Noureuil, le canal 02 de la commune de Condren, le canal de la commune Condren, le canal de la commune de Sinceny, l'Oise et divers bras du le canal de Saint-Quentin,,.
L'Oise prend sa source en Belgique, à 309 mètres d'altitude, dans l'ancienne commune de Forges et se jette dans la Seine à 20 mètres d'altitude, au Pointil en rive droite et en aval du centre de Conflans-Sainte-Honorine dans le département des Yvelines. D'une longueur 341 kilomètres, elle est presque entièrement navigable et bordée de canaux sur 104 kilomètres. Les caractéristiques hydrologiques de l'Oise sont données par la station hydrologique située sur la commune. Le débit moyen mensuel est de 33,2 m3/s. Le débit moyen journalier maximum est de 307 m3/s, atteint lors de la crue du 23 décembre 1993. Le débit instantané maximal est quant à lui de 317 m3/s, atteint le même jour.
Le ruisseau de Servais, d'une longueur de 17 km, prend sa source dans la commune de Septvaux et se jette  dans l'Oise (rive gauche) à Amigny-Rouy, après avoir traversé sept communes.

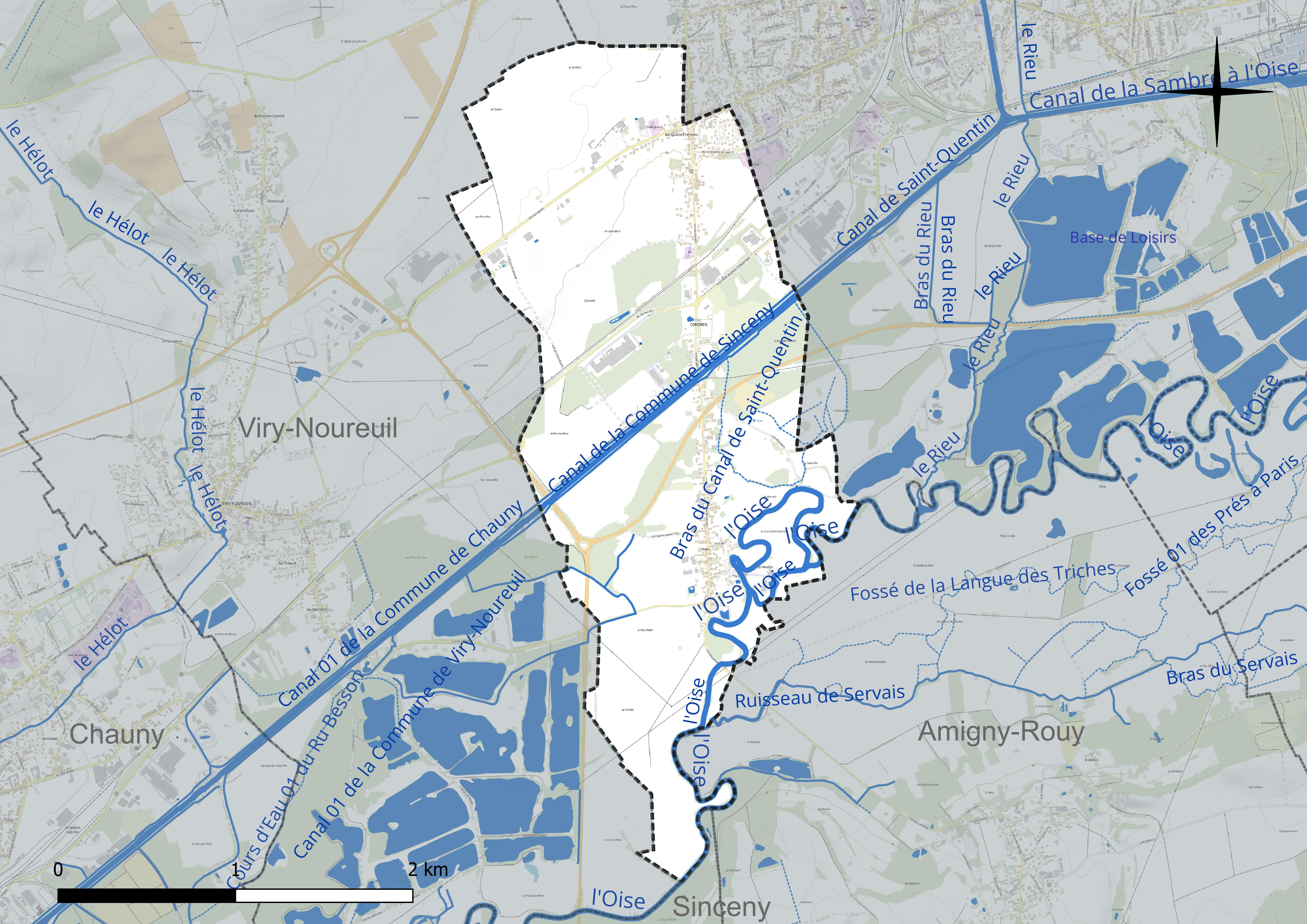
Réseau hydrographique de Condren.

#### Gestion et qualité des eaux
Le territoire communal est couvert par le schéma d'aménagement et de gestion des eaux (SAGE) « Oise moyenne ». Ce document de planification concerne un territoire de 1 013 km2 de superficie, délimité par le bassin versant de l'Oise moyenne. Le périmètre a été arrêté le 24 avril 2017 et le SAGE est, en 2024, encore en élaboration. La structure porteuse de l'élaboration et de la mise en œuvre est le syndicat mixte du SAGE Oise-Moyenne (SMOM).
La qualité des cours d'eau peut être consultée sur un site spécial géré par les agences de l'eau et l'Agence française pour la biodiversité.

### Climat
Pour des articles plus généraux, voir Climat des Hauts-de-France et Climat de l'Aisne.
En 2010, le climat de la commune est de type climat océanique dégradé des plaines du Centre et du Nord, selon une étude du CNRS s'appuyant sur une série de données couvrant la période 1971-2000. En 2020, Météo-France publie une typologie des climats de la France métropolitaine dans laquelle la commune est dans une zone de transition entre le climat océanique et le climat océanique altéré et est dans la région climatique Nord-est du bassin Parisien, caractérisée par un ensoleillement médiocre, une pluviométrie moyenne régulièrement répartie au cours de l'année et un hiver froid (3 °C).
Pour la période 1971-2000, la température annuelle moyenne est de 10,6 °C, avec une amplitude thermique annuelle de 15 °C. Le cumul annuel moyen de précipitations est de 661 mm, avec 11,3 jours de précipitations en janvier et 8,8 jours en juillet. Pour la période 1991-2020, la température moyenne annuelle observée sur la station météorologique la plus proche, située sur la commune de Chauny à 5 km à vol d'oiseau, est de 11,1 °C et le cumul annuel moyen de précipitations est de 709,9 mm,. Pour l'avenir, les paramètres climatiques de la commune estimés pour 2050 selon différents scénarios d'émission de gaz à effet de serre sont consultables sur un site spécial publié par Météo-France en novembre 2022.

## Urbanisme

### Typologie
Au 1er janvier 2024, Condren est catégorisée ceinture urbaine, selon la nouvelle grille communale de densité à 7 niveaux définie par l'Insee en 2022.
Elle appartient à l'unité urbaine de Tergnier, une agglomération intra-départementale dont elle est une commune de la banlieue,. Par ailleurs la commune fait partie de l'aire d'attraction de Chauny, dont elle est une commune de la couronne,. Cette aire, qui regroupe 23 communes, est catégorisée dans les aires de moins de 50 000 habitants,.

### Occupation des sols
L'occupation des sols de la commune, telle qu'elle ressort de la base de données européenne d'occupation biophysique des sols Corine Land Cover (CLC), est marquée par l'importance des territoires agricoles (74,3 % en 2018), une proportion sensiblement équivalente à celle de 1990 (74 %). La répartition détaillée en 2018 est la suivante : 
terres arables (42,6 %), prairies (25,5 %), zones urbanisées (12,8 %), forêts (10 %), zones agricoles hétérogènes (6,2 %), zones industrielles ou commerciales et réseaux de communication (2,9 %).
L'évolution de l'occupation des sols de la commune et de ses infrastructures peut être observée sur les différentes représentations cartographiques du territoire : la carte de Cassini (XVIIIe siècle), la carte d'état-major (1820-1866) et les cartes ou photos aériennes de l'IGN pour la période actuelle (1950 à aujourd'hui).

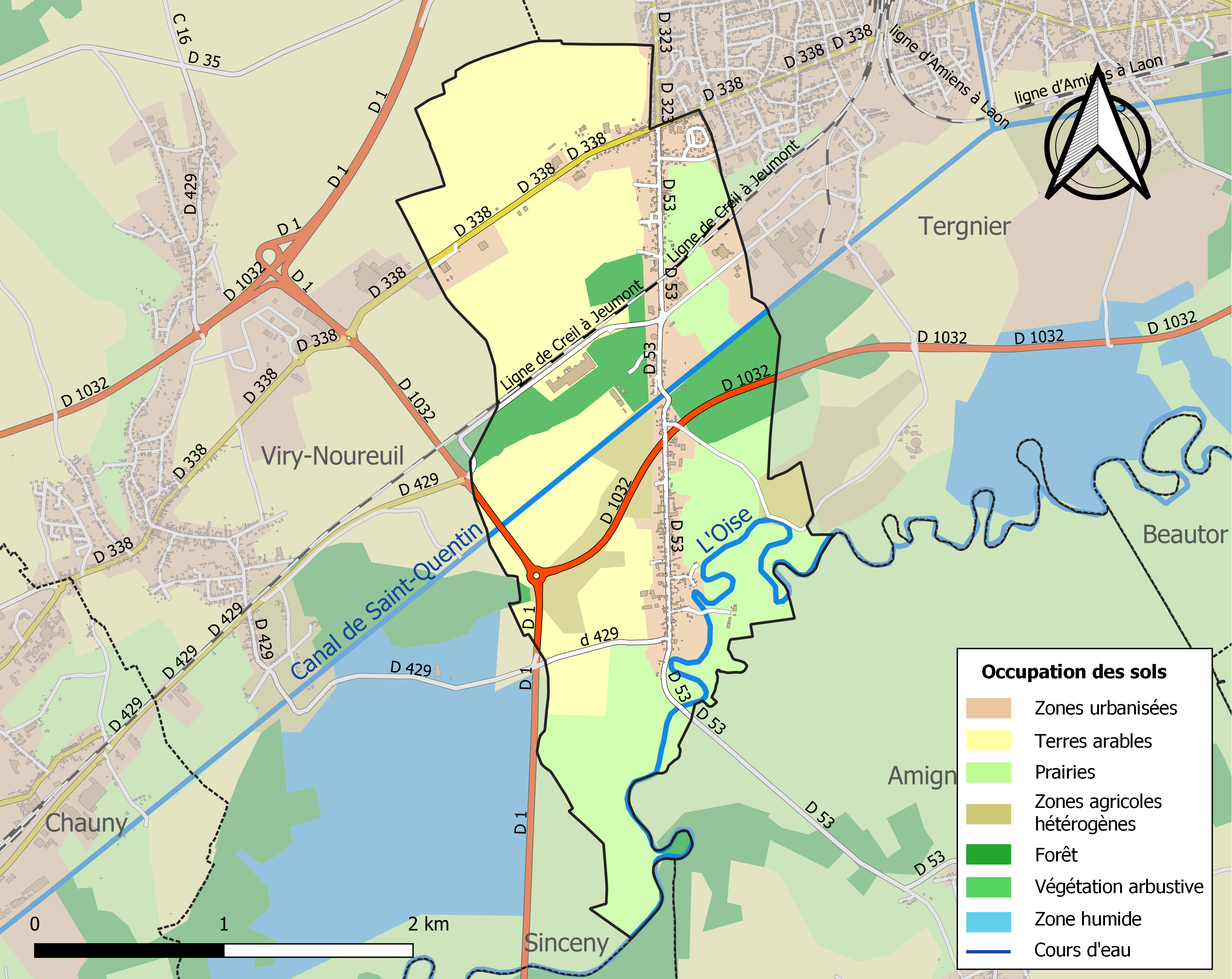
Carte des infrastructures et de l'occupation des sols de la commune en 2018 (CLC).

## Toponymie
L'ancien nom de Condren est indiqué sous la forme Contra Aginnum par l'itinéraire d'Antonin, c'est-à-dire, implicitement, un syntagme mixte avec le latin contra (« en face de »), et un toponyme Aginnum, homonyme de l'Aginnum d'Aquitania, l'ancêtre de la ville d'Agen. La Notitia Dignitatum - souvent bien plus fiable que lItinéraire d'Antonin pour les noms de lieux qu'elle rapporte[réf. nécessaire] - indique, elle, Contraginnentium. Pour Xavier Delamarre, le nom est issu du gaulois *Con-trag-inos et signifie « Aux pieds rapides, grand coureur », éventuellement « compagnon de courses ».

## Histoire
Condren, qui est connue à l'époque gauloise puis gallo-romaine, était placée sur la grande chaussée romaine qui menait de Soissons à Saint-Quentin. 

La tradition rapporte que Condren fut ravagée par les Vandales vers 407 puis par les Huns une cinquantaine d'années plus tard. 

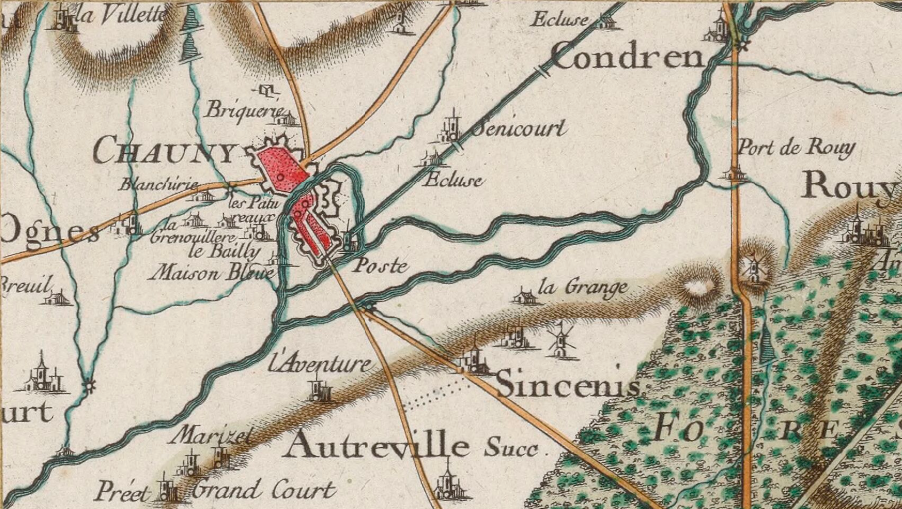
Condren et Chauny sur la carte de Cassini (XVIIIe siècle).

Les historiens contestent toutefois la destruction de la bourgade à l'époque indiquée ci-dessus, Condren étant au milieu du IXe siècle, sous Charles le Chauve, un chef-lieu de canton. Ils supposent que Condren a plutôt été détruite, plusieurs fois, lors des invasions normandes, vu que Condren n'apparait plus dans l'histoire que comme débris d'une cité ancienne complètement ruinée, les habitants venant alors se mettre sous la protection du château voisin de Chauny.

## Politique et administration

### Découpage territorial
La commune de Condren est membre de la communauté d'agglomération Chauny-Tergnier-La Fère, un établissement public de coopération intercommunale (EPCI) à fiscalité propre créé le 1er janvier 2017 dont le siège est à Chauny. Ce dernier est par ailleurs membre d'autres groupements intercommunaux.
Sur le plan administratif, elle est rattachée à l'arrondissement de Laon, au département de l'Aisne et à la région Hauts-de-France. Sur le plan électoral, elle dépend du  canton de Chauny pour l'élection des conseillers départementaux, depuis le redécoupage cantonal de 2014 entré en vigueur en 2015, et de la quatrième circonscription de l'Aisne  pour les élections législatives, depuis le dernier découpage électoral de 2010.

### Administration municipale
| Période                                  | Période                   | Identité                          | Étiquette | Qualité                                                     |
| ---------------------------------------- | ------------------------- | --------------------------------- | --------- | ----------------------------------------------------------- |
| Les données manquantes sont à compléter. |                           |                                   |           |                                                             |
| 1790                                     | 1792                      | M. Lafrize                        |           |                                                             |
| 1792                                     | 1795                      | M. Domicy                         |           |                                                             |
| 1795                                     | 1812                      | Quentin Gronier                   |           | agent municipal, charron                                    |
| 1812                                     | 1816                      | Charles Claude Florentin Fontaine |           | propriétaire                                                |
| 1816                                     | 1818                      | Amboise Lambert Ségard            |           | cultivateur                                                 |
| 1818                                     | 1826                      | Jean Louis Marc Jadas             |           | meunier propriétaire                                        |
| 1826                                     | 1832                      | Charles Claude Florentin Fontaine |           | propriétaire                                                |
| 1832                                     | 1846                      | Amboise Lambert Ségard            |           | cultivateur propriétaire                                    |
| 1846                                     | 1865                      | Jean François Éloi Roux           |           | propriétaire                                                |
| 1865                                     | 1900                      | Charles César Gilbert             |           | propriétaire                                                |
| 1900                                     | 1908                      | Lucien Arthur Jadas               |           | ajusteur outilleur au chemin de fer                         |
| 1908                                     | 1941                      | Charles Arthur Barbier            |           | comptable                                                   |
| 1941                                     | 1944                      | Émile Martin                      |           |                                                             |
| 1944                                     | 1944                      | Georges Barbier                   |           |                                                             |
| 1944                                     | 1959                      | Albert Carpentier                 |           |                                                             |
| 1959                                     | 1974                      | Marcel Guerin                     |           |                                                             |
| 1974                                     | 1983                      | Pierre Guerin                     |           |                                                             |
| 1983                                     | fév 2001                  | Gérald Nabéres                    |           | militaire en retraite                                       |
| mars 2001                                | nov 2006                  | Gérard Lanoux                     |           | conducteur retraité SNCF                                    |
| janvier 2007                             | novembre 2017 (Décès)     | André Bonnave                     | LR        | retraité Réélu pour le mandat 2014-2020,                    |
| 13 février 2018                          | En cours (au 26 mai 2020) | Claude Florin                     |           | Retraité de l'administration Réélu pour le mandat 2020-2026 |

## Démographie
L'évolution du nombre d'habitants est connue à travers les recensements de la population effectués dans la commune depuis 1793. Pour les communes de moins de 10 000 habitants, une enquête de recensement portant sur toute la population est réalisée tous les cinq ans, les populations de référence des années intermédiaires étant quant à elles estimées par interpolation ou extrapolation. Pour la commune, le premier recensement exhaustif entrant dans le cadre du nouveau dispositif a été réalisé en 2006.

En 2022, la commune comptait 682 habitants, en évolution de −3,54 % par rapport à 2016 (Aisne : −1,97 %, France hors Mayotte : +2,11 %).
| 1793 | 1800 | 1806 | 1821 | 1831 | 1836 | 1841 | 1846 | 1851 |
| ---- | ---- | ---- | ---- | ---- | ---- | ---- | ---- | ---- |
| 241  | 384  | 378  | 383  | 403  | 378  | 359  | 366  | 381  |

| 1856 | 1861 | 1866 | 1872 | 1876 | 1881 | 1886 | 1891 | 1896 |
| ---- | ---- | ---- | ---- | ---- | ---- | ---- | ---- | ---- |
| 403  | 427  | 452  | 477  | 487  | 526  | 496  | 494  | 562  |

| 1901 | 1906 | 1911 | 1921 | 1926 | 1931 | 1936 | 1946 | 1954 |
| ---- | ---- | ---- | ---- | ---- | ---- | ---- | ---- | ---- |
| 513  | 492  | 592  | 257  | 504  | 619  | 644  | 599  | 605  |

| 1962 | 1968 | 1975 | 1982 | 1990 | 1999 | 2006 | 2011 | 2016 |
| ---- | ---- | ---- | ---- | ---- | ---- | ---- | ---- | ---- |
| 571  | 566  | 558  | 732  | 725  | 686  | 700  | 711  | 707  |

| 2021 | 2022 | - | - | - | - | - | - | - |
| ---- | ---- | - | - | - | - | - | - | - |
| 692  | 682  | - | - | - | - | - | - | - |

## Culture locale et patrimoine

### Lieux et monuments

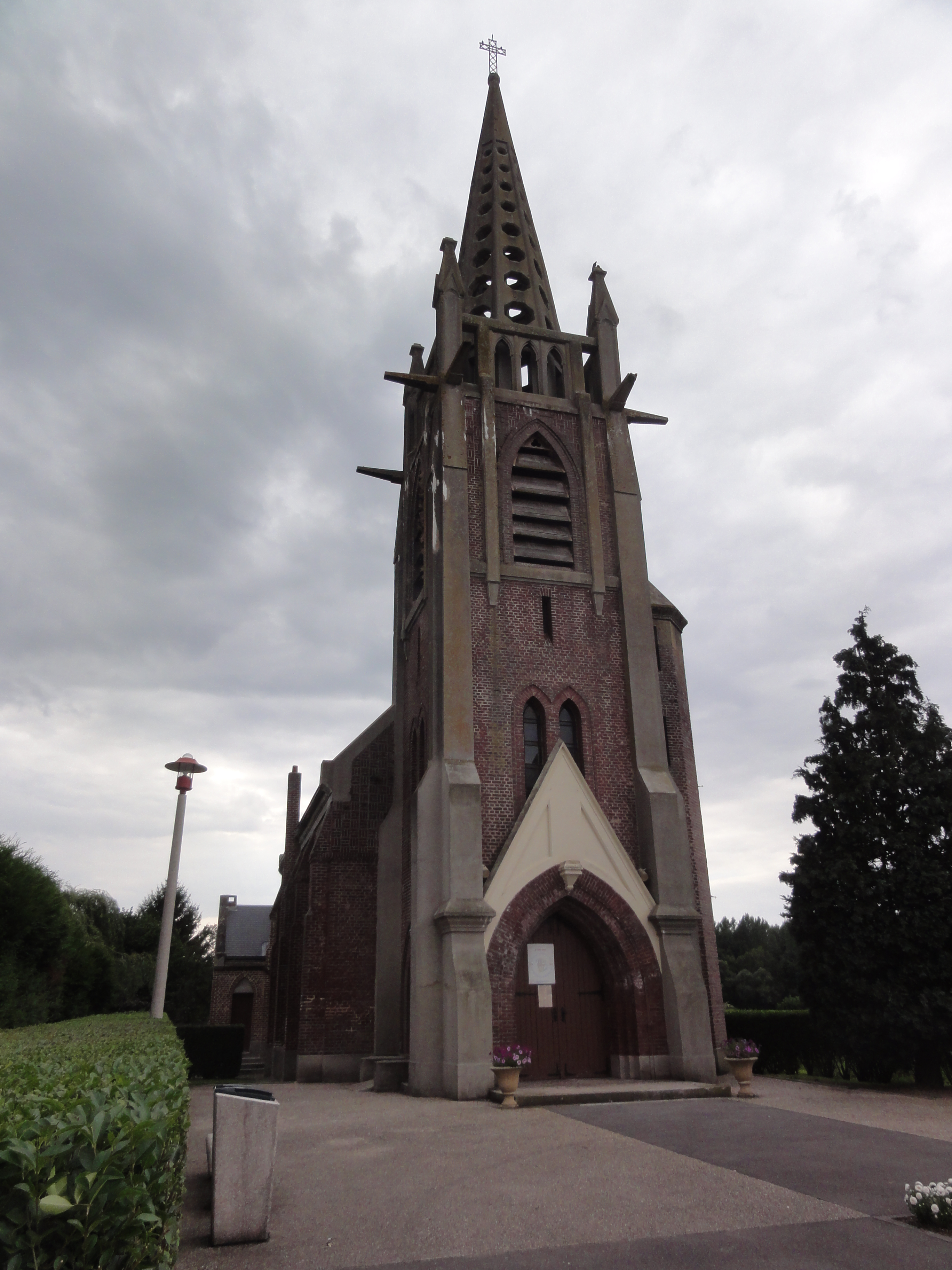
Église Saint-Pierre.
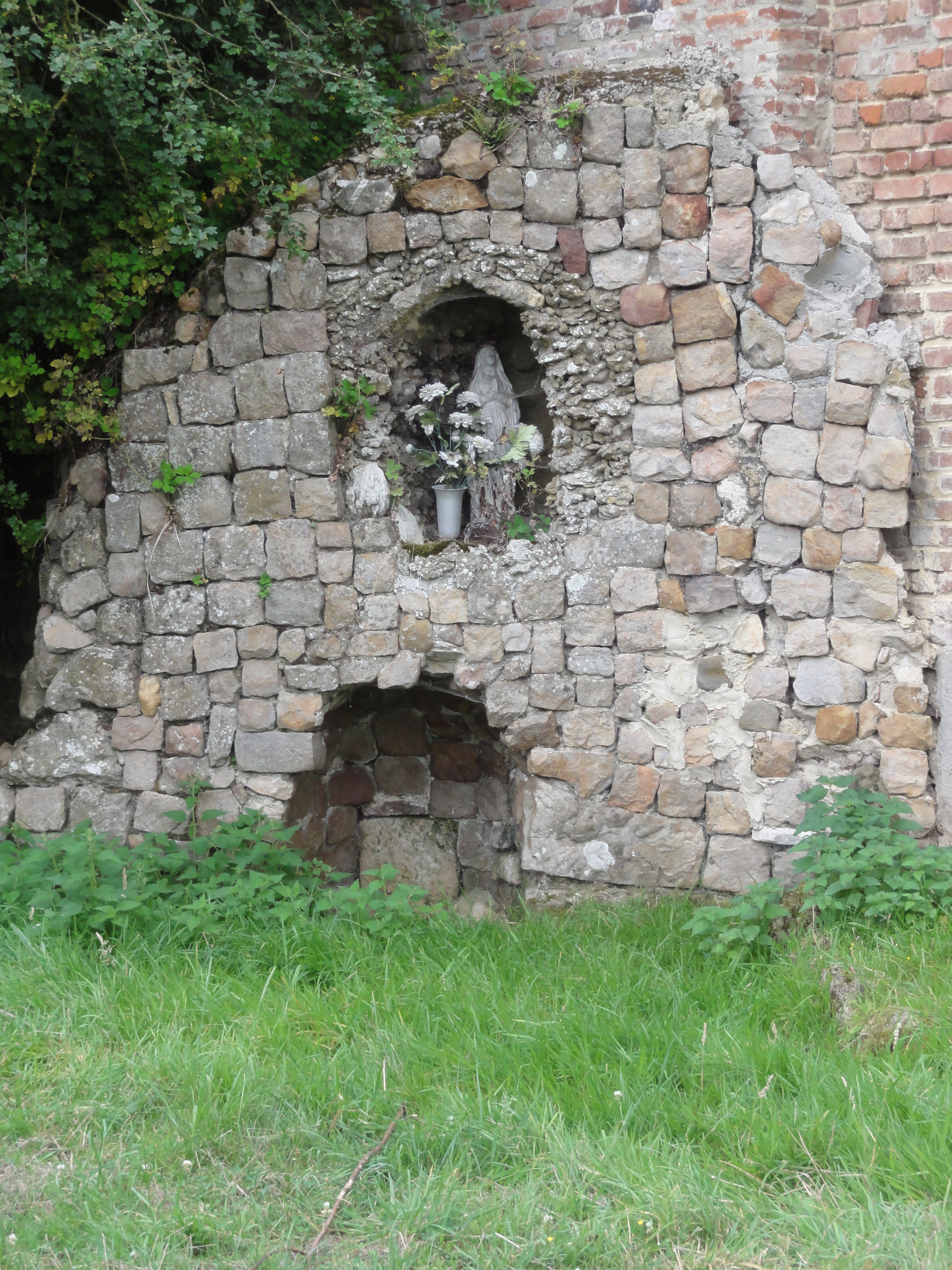
Grotte de Lourdes, calvaire.
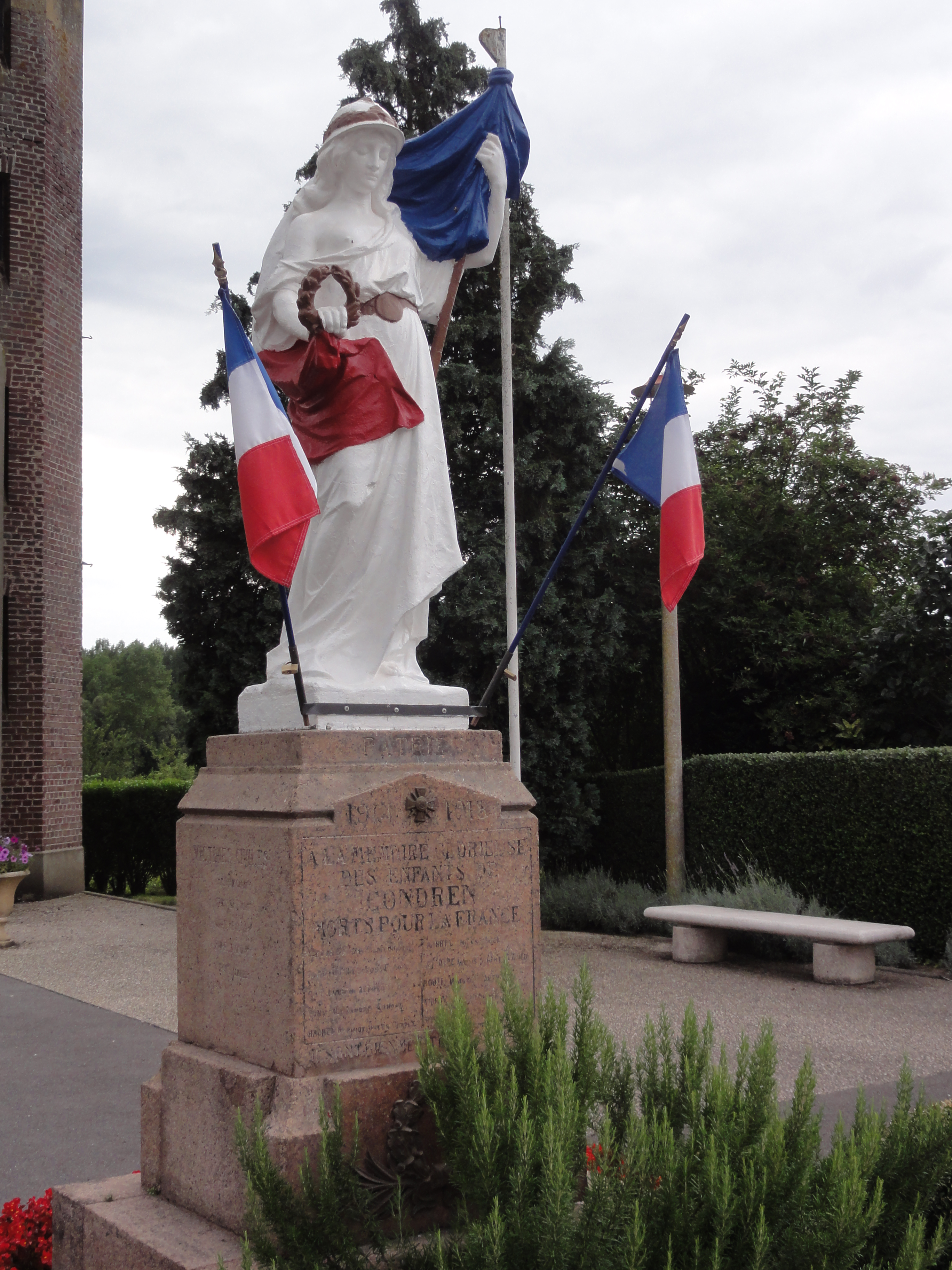
Monument aux morts.

- Église Saint-Pierre.
- Grotte de Lourdes.
- Monument aux morts.

### Personnalités liées à la commune
- Saint Momble (VIIe siècle) y est mort.

### Héraldique
| Blason de Condren | Blason  | Écartelé : au 1er d'azur à la colombe d'argent volant et à la champagne de vair, au 2e de gueules aux trois lionceaux de sable*, au 3e de gueules aux trois épis de blé d'or, au quatrième d'azur aux trois fleurs de lys d'or. * Il y a là non-respect de la règle de contrariété des couleurs : ces armes sont fautives. Ornements extérieursCroix de guerre 1914-1918 DeviseContraginum je me nomme, Condren je deviens en l'an III. |
| Blason de Condren | Détails | Création de Gérald Nabéres adoptée par la municipalité en 1988. |

## Pour approfondir